# Gynoplistia (Gynoplistia) jurgiosa
Gynoplistia (Gynoplistia) jurgiosa is een tweevleugelige uit de familie steltmuggen (Limoniidae). De soort komt voor in het Australaziatisch gebied.